# Industrieterrein Nieuweweg
Industrieterrein Nieuweweg is een statistische CBS-buurt en bedrijventerrein in het oosten van de gemeente Wijchen. De buurt telt 270 inwoners.